# Morawica (gmina)
Morawica – gmina miejsko-wiejska w województwie świętokrzyskim, w powiecie kieleckim. Jedna z gmin aglomeracji kieleckiej. W latach 1975–1998 gmina położona była w województwie kieleckim.
Siedziba gminy to miasto Morawica. Na terenie miejscowości gminnej znajduje się Świętokrzyskie Centrum Psychiatrii.
Na terenie gminy znajduje się podstrefa Specjalnej Strefy Ekonomicznej Starachowice, obejmująca obszar 80,4 ha i zagospodarowana w ponad 40%.
W 2015 Minister Gospodarki przyznał Gminie Morawica Odznakę Honorową za Zasługi dla Rozwoju Gospodarki RP.

## Struktura powierzchni
Według danych z roku 2002 gmina Morawica ma obszar 140,45 km², w tym:
- użytki rolne: 64%
- użytki leśne: 27%

Gmina stanowi 6,25% powierzchni powiatu.

## Miejscowości
| Miejscowości podstawowe oraz ich integralne części w administracji gminy miejsko-wiejskiej Morawica                                                                                       | Miejscowości podstawowe oraz ich integralne części w administracji gminy miejsko-wiejskiej Morawica | Miejscowości podstawowe oraz ich integralne części w administracji gminy miejsko-wiejskiej Morawica | Miejscowości podstawowe oraz ich integralne części w administracji gminy miejsko-wiejskiej Morawica | Miejscowości podstawowe oraz ich integralne części w administracji gminy miejsko-wiejskiej Morawica |
| Nazwa | Rodzaj miejscowości                                                                                 | SIMC                                                                                                | Miejscowość podstawowa                                                                              | Położenie geograficzne                                                                              |
| --- | --------------------------------------------------------------------------------------------------- | --------------------------------------------------------------------------------------------------- | --------------------------------------------------------------------------------------------------- | --------------------------------------------------------------------------------------------------- |
| Bieleckie Młyny | wieś                                                                                                | 0253681                                                                                             | | 50°45′41″N 20°37′55″E/50,761389 20,631944                                                           |
| Bilcza | wieś                                                                                                | 0253706                                                                                             | | 50°47′14″N 20°37′08″E/50,787222 20,618889                                                           |
| Bilcza-Folwark | część wsi                                                                                           | 0253712                                                                                             | Bilcza                                                                                              | 50°46′53″N 20°37′15″E/50,781389 20,620833                                                           |
| Borki | część wsi                                                                                           | 0254249                                                                                             | Nida                                                                                                | 50°45′18″N 20°34′37″E/50,755000 20,576944                                                           |
| Brudzów | wieś                                                                                                | 0253793                                                                                             | | 50°43′06″N 20°40′23″E/50,718333 20,673056                                                           |
| Brudzów Duży | część wsi                                                                                           | 0253801                                                                                             | Brudzów                                                                                             | 50°43′11″N 20°40′15″E/50,719722 20,670833                                                           |
| Brudzów Mały | część wsi                                                                                           | 0253818                                                                                             | Brudzów                                                                                             | 50°42′52″N 20°40′45″E/50,714444 20,679167                                                           |
| Brzeziny | wieś                                                                                                | 0253907                                                                                             | | 50°46′04″N 20°34′43″E/50,767778 20,578611                                                           |
| Chałupki | wieś                                                                                                | 0253988                                                                                             | | 50°42′18″N 20°36′29″E/50,705000 20,608056                                                           |
| Chałupki Zbrzańskie | przysiółek wsi                                                                                      | 0254545                                                                                             | Zbrza                                                                                               | 50°44′52″N 20°33′41″E/50,747778 20,561389                                                           |
| Chełstów-Wojda | przysiółek wsi                                                                                      | 0254551                                                                                             | Zbrza                                                                                               | 50°44′45″N 20°34′48″E/50,745833 20,580000                                                           |
| Chmielowice | wieś                                                                                                | 0254025                                                                                             | | 50°42′32″N 20°33′17″E/50,708889 20,554722                                                           |
| Chodcza-Leśniczówka | osada leśna wsi                                                                                     | 0253729                                                                                             | Bilcza                                                                                              | 50°46′30″N 20°38′58″E/50,775000 20,649444                                                           |
| Chuda Góra | przysiółek wsi                                                                                      | 0254404                                                                                             | Radomice                                                                                            | 50°43′50″N 20°41′33″E/50,730556 20,692500                                                           |
| Chudew | część wsi                                                                                           | 0254255                                                                                             | Nida                                                                                                | 50°45′13″N 20°34′12″E/50,753611 20,570000                                                           |
| Ciołków | część wsi                                                                                           | 0253735                                                                                             | Bilcza                                                                                              | 50°46′39″N 20°37′47″E/50,777500 20,629722                                                           |
| Dąbie-Góra | część wsi                                                                                           | 0254568                                                                                             | Zbrza                                                                                               | 50°44′03″N 20°33′28″E/50,734167 20,557778                                                           |
| Dębina | przysiółek wsi                                                                                      | 0254344                                                                                             | Obice                                                                                               | 50°41′35″N 20°38′09″E/50,693056 20,635833                                                           |
| Dębska Wola | wieś                                                                                                | 0254031                                                                                             | | 50°43′01″N 20°35′43″E/50,716944 20,595278                                                           |
| Dłużyca | przysiółek wsi                                                                                      | 0254309                                                                                             | Obice                                                                                               | 50°41′30″N 20°35′42″E/50,691667 20,595000                                                           |
| Drochów Dolny | wieś                                                                                                | 0254083                                                                                             | | 50°41′46″N 20°34′58″E/50,696111 20,582778                                                           |
| Drochów Górny | wieś                                                                                                | 0254108                                                                                             | | 50°41′33″N 20°34′23″E/50,692500 20,573056                                                           |
| Dwór | kolonia wsi                                                                                         | 0254410                                                                                             | Radomice                                                                                            | 50°44′15″N 20°41′22″E/50,737500 20,689444                                                           |
| Dwór | przysiółek wsi                                                                                      | 0254210                                                                                             | Łabędziów                                                                                           | 50°45′14″N 20°38′17″E/50,753889 20,638056                                                           |
| Dwór | część wsi                                                                                           | 0254048                                                                                             | Dębska Wola                                                                                         | 50°43′20″N 20°35′04″E/50,722222 20,584444                                                           |
| Dwór | część wsi                                                                                           | 0254090                                                                                             | Drochów Dolny                                                                                       | 50°41′48″N 20°34′42″E/50,696667 20,578333                                                           |
| Dwór | część wsi                                                                                           | 0254315                                                                                             | Obice                                                                                               | 50°40′56″N 20°36′26″E/50,682222 20,607222                                                           |
| Dyminy | wieś                                                                                                | 0254143                                                                                             | | 50°48′35″N 20°39′07″E/50,809722 20,651944                                                           |
| Folwark | część wsi                                                                                           | 0254150                                                                                             | Dyminy                                                                                              | 50°48′35″N 20°39′14″E/50,809722 20,653889                                                           |
| Gawronki | przysiółek wsi                                                                                      | 0253824                                                                                             | Brudzów                                                                                             | 50°43′37″N 20°40′13″E/50,726944 20,670278                                                           |
| Goździec | część wsi                                                                                           | 0254114                                                                                             | Drochów Górny                                                                                       | 50°41′18″N 20°34′54″E/50,688333 20,581667                                                           |
| Góra | część wsi                                                                                           | 0234850                                                                                             | Lisów                                                                                               | 50°41′10″N 20°40′29″E/50,686111 20,674722                                                           |
| Górka | część wsi                                                                                           | 0254054                                                                                             | Dębska Wola                                                                                         | 50°42′52″N 20°35′51″E/50,714444 20,597500                                                           |
| Górka | przysiółek wsi                                                                                      | 0254516                                                                                             | Zaborze                                                                                             | 50°42′21″N 20°41′19″E/50,705833 20,688611                                                           |
| Granice | część wsi                                                                                           | 0254166                                                                                             | Dyminy                                                                                              | 50°48′45″N 20°39′01″E/50,812500 20,650278                                                           |
| Jaworznia | część wsi                                                                                           | 0253741                                                                                             | Bilcza                                                                                              | 50°47′45″N 20°36′38″E/50,795833 20,610556                                                           |
| Jeziorek | przysiółek wsi                                                                                      | 0253830                                                                                             | Brudzów                                                                                             | 50°42′58″N 20°41′21″E/50,716111 20,689167                                                           |
| Kaczeńce | część wsi                                                                                           | 0254427                                                                                             | Radomice                                                                                            | 50°44′08″N 20°39′37″E/50,735556 20,660278                                                           |
| Kawczyn | wieś                                                                                                | 0254172                                                                                             | | 50°42′36″N 20°34′22″E/50,710000 20,572778                                                           |
| Kolonia | kolonia wsi                                                                                         | 0253994                                                                                             | Chałupki                                                                                            | 50°42′06″N 20°37′48″E/50,701667 20,630000                                                           |
| Komorówki | część wsi                                                                                           | 0234867                                                                                             | Lisów                                                                                               | 50°41′20″N 20°39′58″E/50,688889 20,666111                                                           |
| Kowalówka | część wsi                                                                                           | 0254574                                                                                             | Zbrza                                                                                               | 50°43′28″N 20°34′48″E/50,724444 20,580000                                                           |
| Krasnowiec | przysiółek wsi                                                                                      | 0254120                                                                                             | Drochów Górny                                                                                       | 50°41′21″N 20°34′48″E/50,689167 20,580000                                                           |
| Kuby-Młyny | wieś                                                                                                | 0254189                                                                                             | | 50°46′13″N 20°40′01″E/50,770278 20,666944                                                           |
| Lech | część wsi                                                                                           | 0253913                                                                                             | Brzeziny                                                                                            | 50°46′51″N 20°31′40″E/50,780833 20,527778                                                           |
| Lipa | część wsi                                                                                           | 0254433                                                                                             | Radomice                                                                                            | 50°44′31″N 20°41′43″E/50,741944 20,695278                                                           |
| Lipie | kolonia wsi                                                                                         | 0253847                                                                                             | Brudzów                                                                                             | 50°43′15″N 20°41′31″E/50,720833 20,691944                                                           |
| Lisów | wieś                                                                                                | 0234844                                                                                             | | 50°41′28″N 20°39′58″E/50,691111 20,666111                                                           |
| Lurowizna | przysiółek wsi                                                                                      | 0254261                                                                                             | Nida                                                                                                | 50°45′55″N 20°31′06″E/50,765278 20,518333                                                           |
| Łabędziów | wieś                                                                                                | 0254203                                                                                             | | 50°44′47″N 20°38′34″E/50,746389 20,642778                                                           |
| Ławki | część wsi                                                                                           | 0234873                                                                                             | Lisów                                                                                               | 50°41′24″N 20°39′47″E/50,690000 20,663056                                                           |
| Łazisko | część wsi                                                                                           | 0254278                                                                                             | Nida                                                                                                | 50°45′37″N 20°32′11″E/50,760278 20,536389                                                           |
| Młyn | osada wsi                                                                                           | 0253698                                                                                             | Bieleckie Młyny                                                                                     | 50°45′21″N 20°37′57″E/50,755833 20,632500                                                           |
| Młynek | osada wsi                                                                                           | 0253853                                                                                             | Brudzów                                                                                             | 50°43′46″N 20°39′27″E/50,729444 20,657500                                                           |
| Nida | wieś                                                                                                | 0254232                                                                                             | | 50°45′20″N 20°33′36″E/50,755556 20,560000                                                           |
| Nowa Wieś | część wsi                                                                                           | 0254580                                                                                             | Zbrza                                                                                               | 50°44′07″N 20°33′53″E/50,735278 20,564722                                                           |
| Nowa Wieś | część wsi                                                                                           | 0253920                                                                                             | Brzeziny                                                                                            | 50°46′49″N 20°32′50″E/50,780278 20,547222                                                           |
| Nowiny | część wsi                                                                                           | 0253758                                                                                             | Bilcza                                                                                              | 50°47′14″N 20°36′42″E/50,787222 20,611667                                                           |
| Obice | wieś                                                                                                | 0254290                                                                                             | | 50°40′56″N 20°36′11″E/50,682222 20,603056                                                           |
| Pagóry | część wsi                                                                                           | 0234880                                                                                             | Lisów                                                                                               | 50°41′02″N 20°40′42″E/50,683889 20,678333                                                           |
| Pastwisko | przysiółek wsi                                                                                      | 0254350                                                                                             | Obice                                                                                               | 50°41′37″N 20°36′51″E/50,693611 20,614167                                                           |
| Piaseczna Górka | wieś                                                                                                | 0254373                                                                                             | | 50°46′04″N 20°37′20″E/50,767778 20,622222                                                           |
| Podemłynie | przysiółek wsi                                                                                      | 0254491                                                                                             | Wola Morawicka                                                                                      | 50°43′50″N 20°38′54″E/50,730556 20,648333                                                           |
| Podgórze | część wsi                                                                                           | 0253764                                                                                             | Bilcza                                                                                              | 50°47′15″N 20°35′48″E/50,787500 20,596667                                                           |
| Podgórze | część wsi                                                                                           | 0254440                                                                                             | Radomice                                                                                            | 50°44′37″N 20°40′48″E/50,743611 20,680000                                                           |
| Podkościele | część wsi                                                                                           | 0234896                                                                                             | Lisów                                                                                               | 50°41′43″N 20°39′50″E/50,695278 20,663889                                                           |
| Podlesie | przysiółek wsi                                                                                      | 0253942                                                                                             | Brzeziny                                                                                            | 50°46′27″N 20°35′27″E/50,774167 20,590833                                                           |
| Podlisowie | przysiółek wsi                                                                                      | 0991887                                                                                             | Obice                                                                                               | 50°40′55″N 20°36′42″E/50,681944 20,611667                                                           |
| Podmarzysze | część wsi                                                                                           | 0254195                                                                                             | Kuby-Młyny                                                                                          | 50°46′34″N 20°41′10″E/50,776111 20,686111                                                           |
| Podmorawica | część wsi                                                                                           | 0253959                                                                                             | Brzeziny                                                                                            | 50°45′23″N 20°36′25″E/50,756389 20,606944                                                           |
| Podrzecze | część wsi                                                                                           | 0234904                                                                                             | Lisów                                                                                               | 50°41′34″N 20°41′14″E/50,692778 20,687222                                                           |
| Podsukowie | część wsi                                                                                           | 0253770                                                                                             | Bilcza                                                                                              | 50°47′13″N 20°37′40″E/50,786944 20,627778                                                           |
| Podwale | część wsi                                                                                           | 0234910                                                                                             | Lisów                                                                                               | 50°41′28″N 20°40′17″E/50,691111 20,671389                                                           |
| Podwale | część wsi                                                                                           | 0254597                                                                                             | Zbrza                                                                                               | 50°44′01″N 20°33′41″E/50,733611 20,561389                                                           |
| Podwole | wieś                                                                                                | 0254380                                                                                             | | 50°46′57″N 20°33′09″E/50,782500 20,552500                                                           |
| Podziałki | osada leśna wsi                                                                                     | 0254456                                                                                             | Radomice                                                                                            | 50°44′16″N 20°40′39″E/50,737778 20,677500                                                           |
| Pogórcze | część wsi                                                                                           | 0254284                                                                                             | Nida                                                                                                | 50°45′28″N 20°33′07″E/50,757778 20,551944                                                           |
| Poręba Morawicka | część wsi                                                                                           | 0254002                                                                                             | Chałupki                                                                                            | 50°42′31″N 20°36′58″E/50,708611 20,616111                                                           |
| Prebenda | część wsi                                                                                           | 0234927                                                                                             | Lisów                                                                                               | 50°41′34″N 20°39′50″E/50,692778 20,663889                                                           |
| Radomice | wieś                                                                                                | 0254396                                                                                             | | 50°44′02″N 20°40′24″E/50,733889 20,673333                                                           |
| Radomice Pierwsze | część wsi                                                                                           | 0254462                                                                                             | Radomice                                                                                            | 50°44′04″N 20°40′16″E/50,734444 20,671111                                                           |
| Rozdole | przysiółek wsi                                                                                      | 0254321                                                                                             | Obice                                                                                               | 50°41′13″N 20°35′40″E/50,686944 20,594444                                                           |
| Stara Wieś | część wsi                                                                                           | 0253965                                                                                             | Brzeziny                                                                                            | 50°46′31″N 20°33′59″E/50,775278 20,566389                                                           |
| Stara Wieś | część wsi                                                                                           | 0254605                                                                                             | Zbrza                                                                                               | 50°43′41″N 20°34′18″E/50,728056 20,571667                                                           |
| Stara Wieś | część wsi                                                                                           | 0254338                                                                                             | Obice                                                                                               | 50°41′03″N 20°35′57″E/50,684167 20,599167                                                           |
| Stara Wieś | część wsi                                                                                           | 0253860                                                                                             | Brudzów                                                                                             | 50°43′30″N 20°40′28″E/50,725000 20,674444                                                           |
| Stara Wieś | część wsi                                                                                           | 0254019                                                                                             | Chałupki                                                                                            | 50°42′15″N 20°36′37″E/50,704167 20,610278                                                           |
| Szymanówka | część wsi                                                                                           | 0254611                                                                                             | Zbrza                                                                                               | 50°43′53″N 20°33′24″E/50,731389 20,556667                                                           |
| Trzcianka | część wsi                                                                                           | 0254137                                                                                             | Drochów Górny                                                                                       | 50°41′34″N 20°34′39″E/50,692778 20,577500                                                           |
| Trzcianka | kolonia wsi                                                                                         | 0234933                                                                                             | Lisów                                                                                               | 50°41′27″N 20°40′56″E/50,690833 20,682222                                                           |
| Wola Morawicka | wieś                                                                                                | 0254485                                                                                             | | 50°44′02″N 20°38′23″E/50,733889 20,639722                                                           |
| Wydrzysz | kolonia wsi                                                                                         | 0991893                                                                                             | Radomice                                                                                            | 50°44′58″N 20°39′41″E/50,749444 20,661389                                                           |
| Wygwizdów | kolonia wsi                                                                                         | 0234940                                                                                             | Lisów                                                                                               | 50°41′18″N 20°38′40″E/50,688333 20,644444                                                           |
| Za Szosą | część wsi                                                                                           | 0254060                                                                                             | Dębska Wola                                                                                         | 50°42′32″N 20°36′21″E/50,708889 20,605833                                                           |
| Zaborze | wieś                                                                                                | 0254500                                                                                             | | 50°42′19″N 20°40′40″E/50,705278 20,677778                                                           |
| Zagórze | przysiółek wsi                                                                                      | 0254479                                                                                             | Radomice                                                                                            | 50°44′52″N 20°40′56″E/50,747778 20,682222                                                           |
| Zalesie | przysiółek wsi                                                                                      | 0253876                                                                                             | Brudzów                                                                                             | 50°42′09″N 20°39′32″E/50,702500 20,658889                                                           |
| Zalesie | część wsi                                                                                           | 0254522                                                                                             | Zaborze                                                                                             | 50°42′07″N 20°40′48″E/50,701944 20,680000                                                           |
| Zalipie | przysiółek wsi                                                                                      | 0253882                                                                                             | Brudzów                                                                                             | 50°43′19″N 20°40′53″E/50,721944 20,681389                                                           |
| Załawie | przysiółek wsi                                                                                      | 0253899                                                                                             | Brudzów                                                                                             | 50°42′41″N 20°39′59″E/50,711389 20,666389                                                           |
| Zastawie | przysiółek wsi                                                                                      | 0254367                                                                                             | Obice                                                                                               | 50°41′57″N 20°35′34″E/50,699167 20,592778                                                           |
| Zastawie | część wsi                                                                                           | 0253787                                                                                             | Bilcza                                                                                              | 50°46′12″N 20°38′50″E/50,770000 20,647222                                                           |
| Zbrza | wieś                                                                                                | 0254539                                                                                             | | 50°43′59″N 20°34′05″E/50,733056 20,568056                                                           |
| Zielonka | część wsi                                                                                           | 0254077                                                                                             | Dębska Wola                                                                                         | 50°42′32″N 20°36′07″E/50,708889 20,601944                                                           |
| Źródła: Wykaz urzędowych nazw miejscowości i ich części (xls),Dz.U. z 2013 r. poz. 200 oraz Dz.U. z 2015 r. poz. 1636, Zbiory danych państwowego rejestru nazw geograficznych -2025-06-15 | | | | |

## Demografia

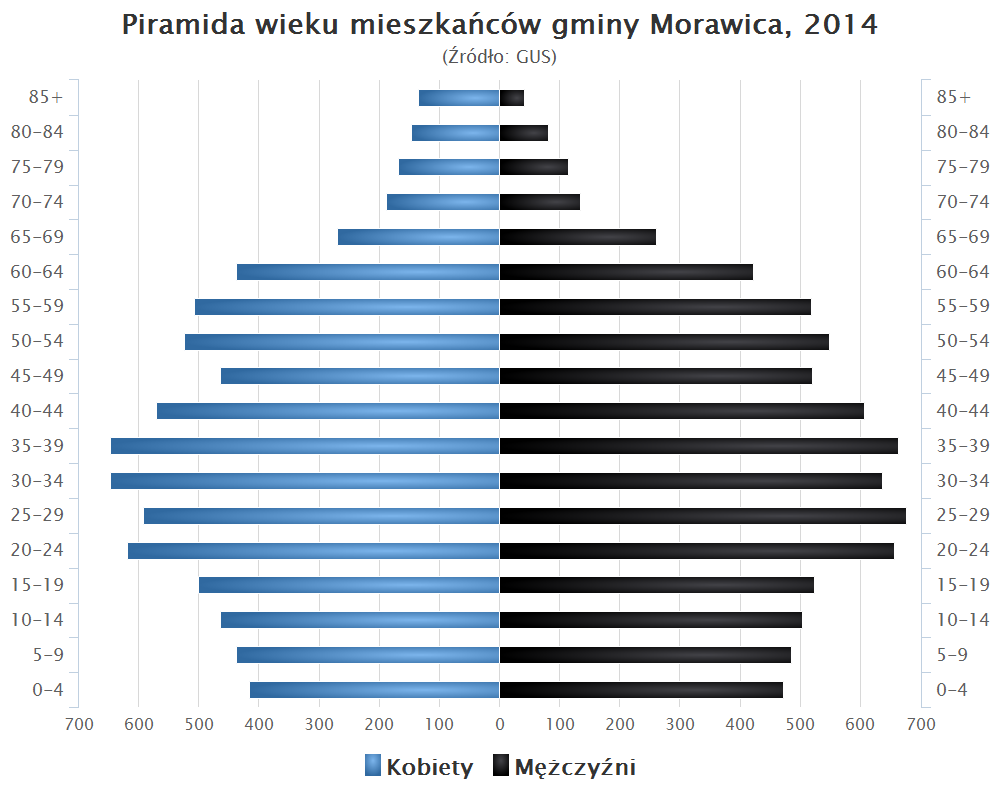
Piramida wieku mieszkańców gminy Morawica w 2014 roku

Dane z 26 marca 2012:
| Opis                              | Ogółem | Ogółem | Kobiety | Kobiety | Mężczyźni | Mężczyźni |
| --------------------------------- | ------ | ------ | ------- | ------- | --------- | --------- |
| Jednostka                         | osób   | %      | osób    | %       | osób      | %         |
| Populacja                         | 14 634 | 100    | 7311    | 50,0    | 7323      | 50,0      |
| Gęstość zaludnienia [mieszk./km²] | 104,2  | 104,2  | 52,1    | 52,1    | 52,1      | 52,1      |

## Sołectwa
Bieleckie Młyny, Bilcza, Brudzów, Brzeziny, Chałupki, Chmielowice, Dębska Wola, Drochów Dolny, Drochów Górny, Dyminy, Kawczyn, Kuby-Młyny, Lisów, Łabędziów, Morawica, Nida, Obice, Piaseczna Górka, Podwole, Radomice I, Radomice II, Wola Morawicka, Zaborze, Zbrza

## Sąsiednie gminy
Chęciny, Chmielnik, Daleszyce, Kielce, Kije, Nowiny, Pierzchnica, Sobków